# Yesterday (album de XIA)
Pour les articles homonymes, voir Yesterday (homonymie).
Albums de XIA
Flower
(2015) Xignature
(2016)
Singles
1. 꼭 어제 (Kkeok oje; Yesterday)
Sortie : 19 octobre 2015
2. OeO
Sortie : 20 octobre 2015

Kkeok eoje (coréen: 꼭 어제; dénommé Yesterday en anglais) est le deuxième mini-album du chanteur sud-coréen Kim Junsu, sorti sous son nom de scène XIA, le 19 octobre 2015.

## Liste des pistes
| No | Titre                                                       | Auteur                                              | Producteur(s)                                  | Durée |
| -- | ----------------------------------------------------------- | --------------------------------------------------- | ---------------------------------------------- | ----- |
| 1. | 꼭 어제 (Kkok eoje) (Yesterday)                             | Lucia                                               | Lucia                                          | 04:35 |
| 2. | OeO (Feat. Giriboy)                                         | XIA, J.Kimb, Giriboy                                | XIA, Jeong Jae-yeop (정재엽)                   | 04:13 |
| 3. | Midnight show (Feat. Cheetah)                               | XIA, Park Il (박일)                                 | XIA, Park Il (박일)                            | 03:20 |
| 4. | 토끼와 거북이 (Tokkiwa geobugi) (The Rabbit and the Turtle) | Hoe Jang-nim (회장님)                               | Hoe Jang-nim (회장님)                          | 04:32 |
| 5. | 비단길 (Bidangil) (Feat. BewhY) (Silk Road)                 | XIA, Kwon Bin-gi (권빈기)                           | XIA, Kwon Bin-gi (권빈기)                      | 03:08 |
| 6. | Tarantallegra (acoustic version)                            | JUNO                                                | XIA                                            | 03:28 |
| 7. | Incredible (acoustic version)                               | XIA, Bruce 'Automatic' Vanderveer, Ebony Cunningham | Bruce 'Automatic' Vanderveer, Ebony Cunningham | 04:21 |
| 8. | 꽃 (Kkot) (Flower)                                          | XIA, Kim Tae-wan (김태완)                           | XIA, Kim Tae-wan (김태완)                      | 04:05 |